# Тања Драшкић Савић
Тања Драшкић Савић (Ариље, 1973.) српска је професионална фотографкиња. Живи и ради у Ариљу. Члан је Удружења самосталних уметника фотографије Србије од 1996. Од 2012. члан је Хрватског друштва ликовних уметника Истре. Има континуирану сарадњу са сајмом књига у Истри, Археолошким музејем Истре и др. Ради као уредник фотографије на Филмском фестивалу у Пули. Била је званични фотограф Истраског народног казалишта до 2020. Ради такође фотографисање вила, апартмана, догађаја и студијском фотографијом. Освајала је награде на фестивалима фотографије „Академски фотографи” и „Међународни салон уметничке фотографије” у Музеју свавремене уметности у Београду, фотографи XIX и XX века у галерији Прогрес такође у Београду.